# Richborough

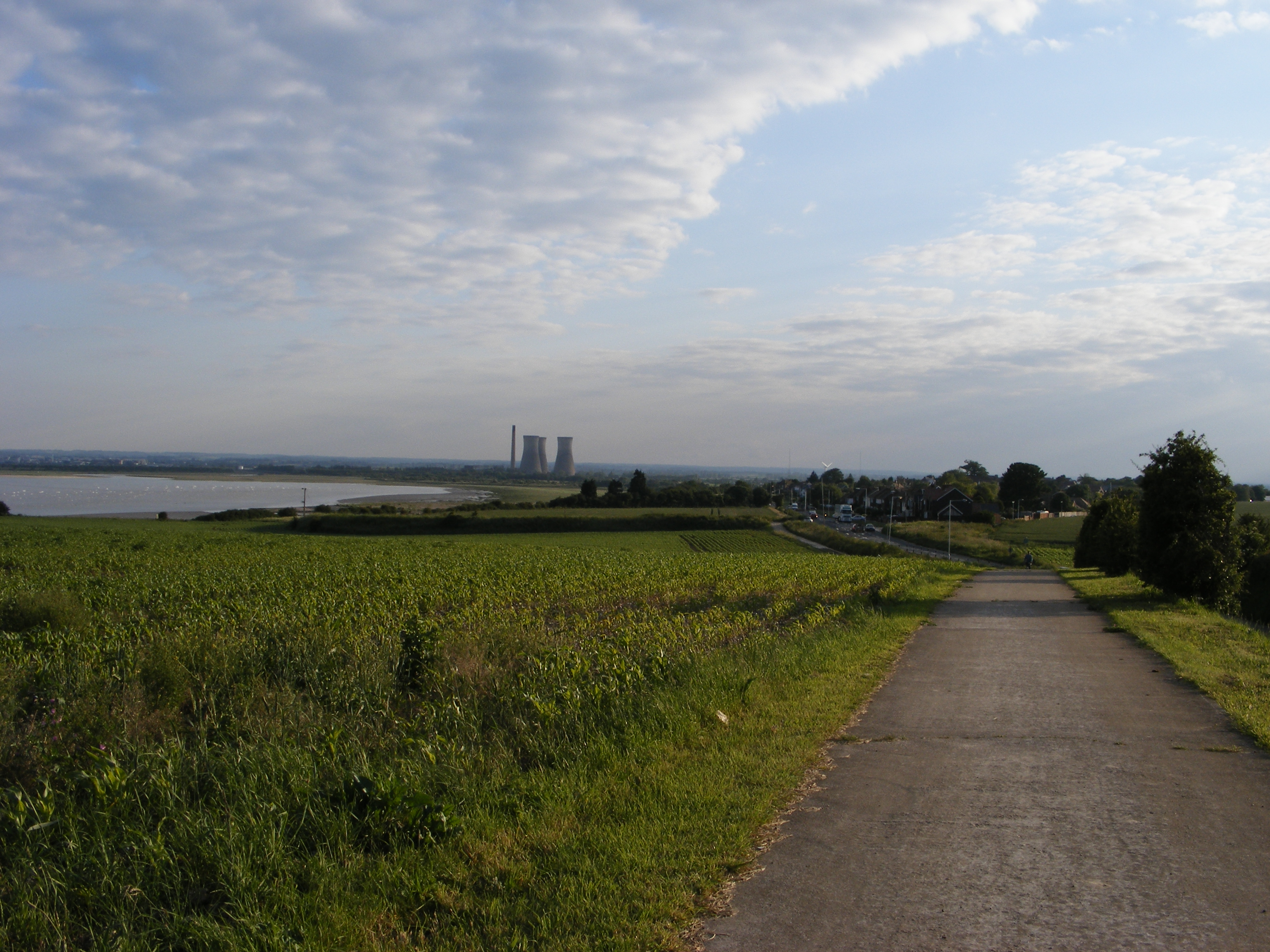
Paisaje en Richborough

Richborough es un asentamiento ubicado al norte de Sandwich en la costa este del condado de Kent, Inglaterra. Richborough se encuentra cerca de la isla de Thanet. 
A pesar de que en la actualidad el asentamiento se encuentra algo alejado de la costa, Richborough se encontraba en el extremo sur del canal Wantsum desde la prehistoria hasta el período medieval temprano. El canal proporcionó una ruta marítima segura desde el continente hasta el estuario del río Támesis y separaba la isla de Thanet del continente.
El canal ahora se encuentra lleno de sedimentos, pero antes, Richborough era un importante puerto natural y fue el lugar de desembarco de la invasión romana de Gran Bretaña en el año 43.Hasta octubre de 2008 no estaba claro si éste era el lugar de la invasión claudiana de Gran Bretaña; dos fosos en el sitio que datan de la época romana se interpretaron como estructuras defensivas; sin embargo, algunos arqueólogos apoyan la teoría de que el desembarco tuvo lugar en las cercanías de la actual Chichester. El descubrimiento de 2008 demostró que se trataba de un lugar defensivo de una cabeza de playa romana, que protegía 700 metros (765,5 yd) de costa.

## Historia romana y sajona
Los romanos fundaron el lugar y, tras su retirada, éste fue ocupado por un asentamiento religioso sajón (ya que San Agustín desembarcó en el año 597 en la cercana Ebbsfleet).
El sitio está administrado por English Heritage, que organiza eventos históricos durante todo el verano.

## Puerto secreto de 1916

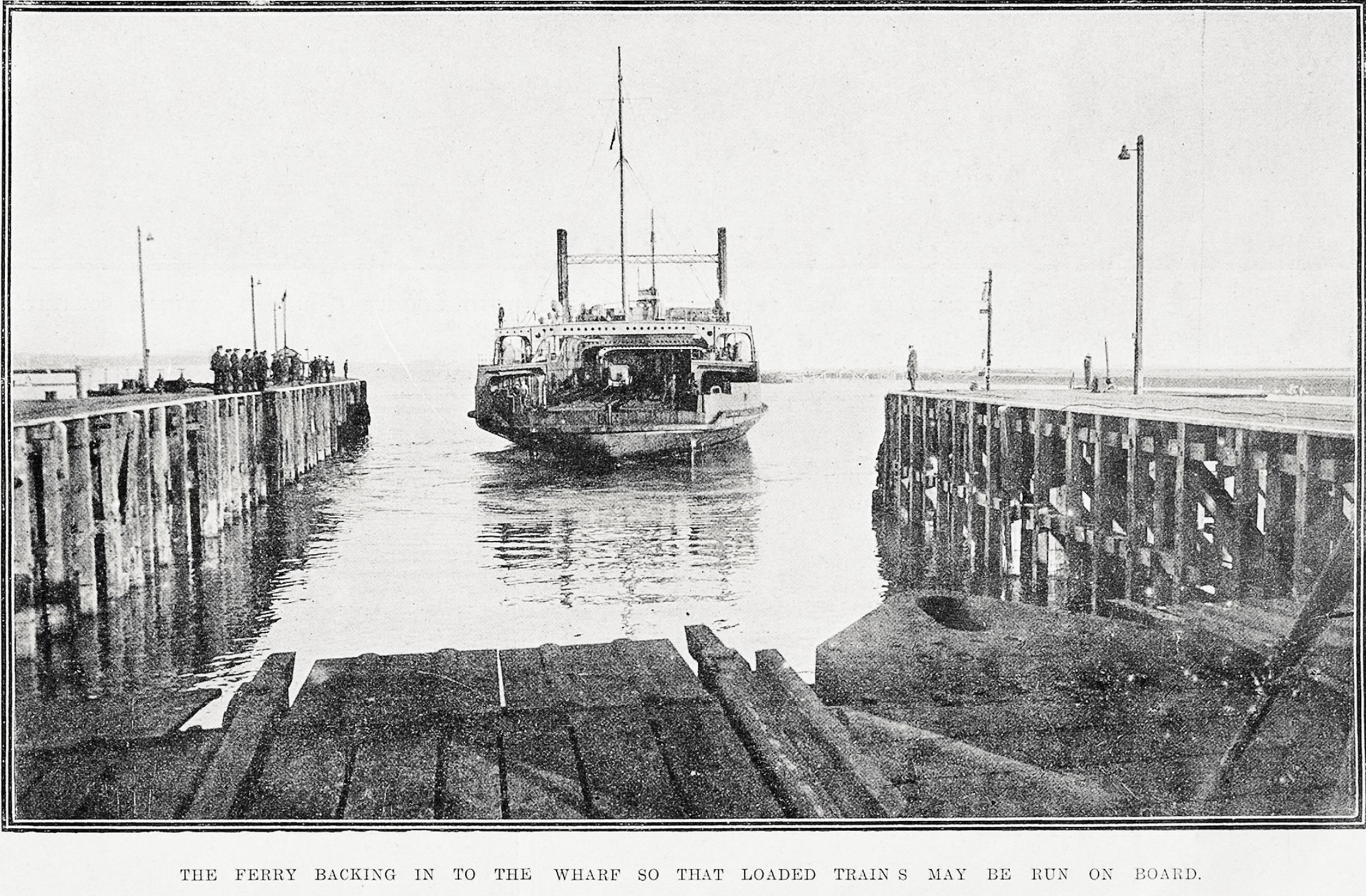
Ferry de tren de regreso al muelle de Richborough alrededor de 1919

Durante la Primera Guerra Mundial, se hizo evidente que la capacidad de Dover y otros puertos cercanos era inadecuada y se construyó un puerto importante en Richborough. Su objetivo era proporcionar a la Fuerza Expedicionaria Británica equipo pesado (tanques, cañones, locomotoras, municiones, caballos y combustible).
En 1917, el gobierno británico comenzó a estudiar la posibilidad de instalar un ferry que cruzara el Canal de la Mancha en Richborough para permitir el transporte de material rodante, artillería y suministros ferroviarios a las tropas aliadas. Esta fue la primera vez que se utilizaron ferries marítimos de carga y descarga desde Gran Bretaña. Se construyeron tres nuevos transbordadores de trenes SS Train Ferry No. 1, SS Train Ferry No. 2 y SS Train Ferry No. 3; que iniciaron operaciones el 10 de febrero de 1918, transportando casi 900 toneladas de carga a la vez entre Richborough, Calais y Dunkerque. Aunque los servicios de barcazas existentes todavía estaban en funcionamiento al otro lado del Canal de la Mancha desde Richborough, el uso de trenes-transbordadores era más práctico para cargas más grandes y pesadas, como tanques.
El uso de trenes-transbordadores redujo en gran medida la cantidad de mano de obra necesaria para el transporte de estos equipos. Sólo se necesitaban entre 30 y 40 minutos para cargar o descargar los 54 vagones de ferrocarril y los 50 o 60 vehículos a motor para transportar los trenes-transbordadores. Un análisis realizado en ese momento encontró que transportar 1.000 toneladas de material de guerra desde el punto de fabricación hasta el frente por medios convencionales implicaba el uso de 1.500 trabajadores, mientras que cuando se utilizaban trenes-ferries ese número se reducía a alrededor de 100 trabajadores.
Para que los trenes-ferries puedan operar, fue necesario diseñar y construir un nuevo tipo de terminal en Richbrough, Calais y Dunkerque. En cada uno de los tres puertos se instalaron puentes de acero ajustables con dos conjuntos de líneas ferroviarias, que con una longitud de entre 80 y 100 pies, dependiendo de las condiciones locales de cada puerto, para conectar las líneas ferroviarias en la costa y las vías del ferry.
A mediados de 1918 ésta instalación ocupaba un sitio muy grande de 2000 acres y era capaz de manejar 20.000 toneladas de tráfico cada semana.
Tras la firma del Armisticio el 11 de noviembre de 1918, los transbordadores se utilizaron ampliamente para el regreso de material del frente. De acuerdo a las estadísticas de la oficina de guerra, en 1919 se transportó un mayor tonelaje de material en ferry vía Richborough que en 1918. Como los transbordadores tenían espacio para el transporte de automóviles y material rodante ferroviario, miles de camiones, automóviles y autobuses del tipo B utilizaron estos transbordadores para regresar a Inglaterra.

## Central eléctrica de Richborough

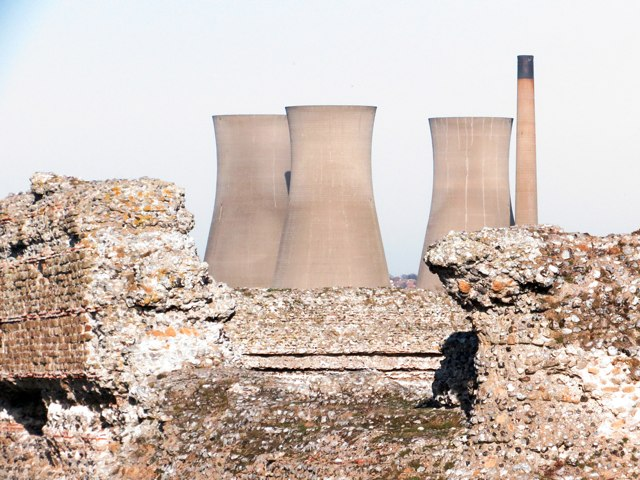
Central eléctrica de Richborough

La central eléctrica de Richborough se inauguró en el puerto en 1962, utilizando carbón como combustible. Posteriormente, en 1971, se convirtió para funcionar con petróleo antes de que finalmente se reconvirtiera nuevamente para utilizar el controvertido combustible orimulsión durante los últimos años de funcionamiento. La orimulsión es una emulsión originaria de la Cuenca del Orinoco, que aquí se descargaba. La planta cerró en 1996, pero gran parte permaneció en el lugar hasta la demolición de las tres torres de refrigeración el 11 de marzo de 2012. Se tiene prevista la instalación de nuevo parque energético para el sitio, que incluye un generador diésel de pico.